# موبایل (آریزونا)
موبایل (به انگلیسی: Mobile) یک منطقهٔ مسکونی در ایالات متحده آمریکا است که در شهرستان مریکوپا، آریزونا واقع شده‌است.